# Opera esterna
Un'opera esterna è una fortezza di dimensioni ridotte, costruita all'esterno dei confini della fortificazione principale, parzialmente o totalmente distaccata.
Le opere esterne apparvero nel XV secolo sotto forma di rivellini, lunette e caponiere utili per proteggere i bastioni e le mura di cortina dalle batterie nemiche. In seguito la maggiore portata delle guerre e le grandi risorse disponibili per gli assediatori ne accelerarono lo sviluppo, ed i sistemi di opere esterne divennero più numerosi e maggiormente elaborati, trasformandosi in un metodo per rallentare l'avanzata nemica.